# Perttu Lindgren
Perttu Lindgren (* 26. August 1987 in Tampere) ist ein ehemaliger finnischer Eishockeyspieler, der im Verlauf seiner aktiven Karriere zwischen 2004 und 2021 unter anderem annähernd 340 Spiele für den HC Davos und EHC Biel in der Schweizer National League auf der Position des Centers bestritten hat. Mit dem HCD gewann Lindgren im Jahr 2015 die Schweizer Meisterschaft. Darüber hinaus absolvierte er über 280 weitere Partien in der finnischen SM-liiga. 

## Karriere
Perttu Lindgren begann seine Karriere als Eishockeyspieler in seiner Heimatstadt in der Nachwuchsabteilung von Tampereen Ilves, für dessen Profimannschaft er in der Saison 2004/05 sein Debüt in der SM-liiga gab, wobei er zu zwei Einsätzen kam. Anschließend wurde er im NHL Entry Draft 2005 in der dritten Runde als insgesamt 75. Spieler von den Dallas Stars aus der National Hockey League (NHL) ausgewählt, blieb jedoch zunächst bei seinem Heimatverein in Tampere, für den er in der Saison 2005/06 in insgesamt 55 Spielen insgesamt 13 Tore und 24 Vorlagen erzielte. Als bester Rookie der Liga erhielt er am Saisonende die Trophäe Jarmo Wasaman muistopalkinto. Auch in der folgenden Spielzeit konnte der Linksschütze überzeugen und erzielte in insgesamt 50 Spielen für Ilves 32 Scorerpunkte, davon acht Tore. Von 2005 bis 2007 stand er zudem parallel in insgesamt fünf Spielen für die finnische U20-Nationalmannschaft in der zweitklassigen Mestis auf dem Eis.

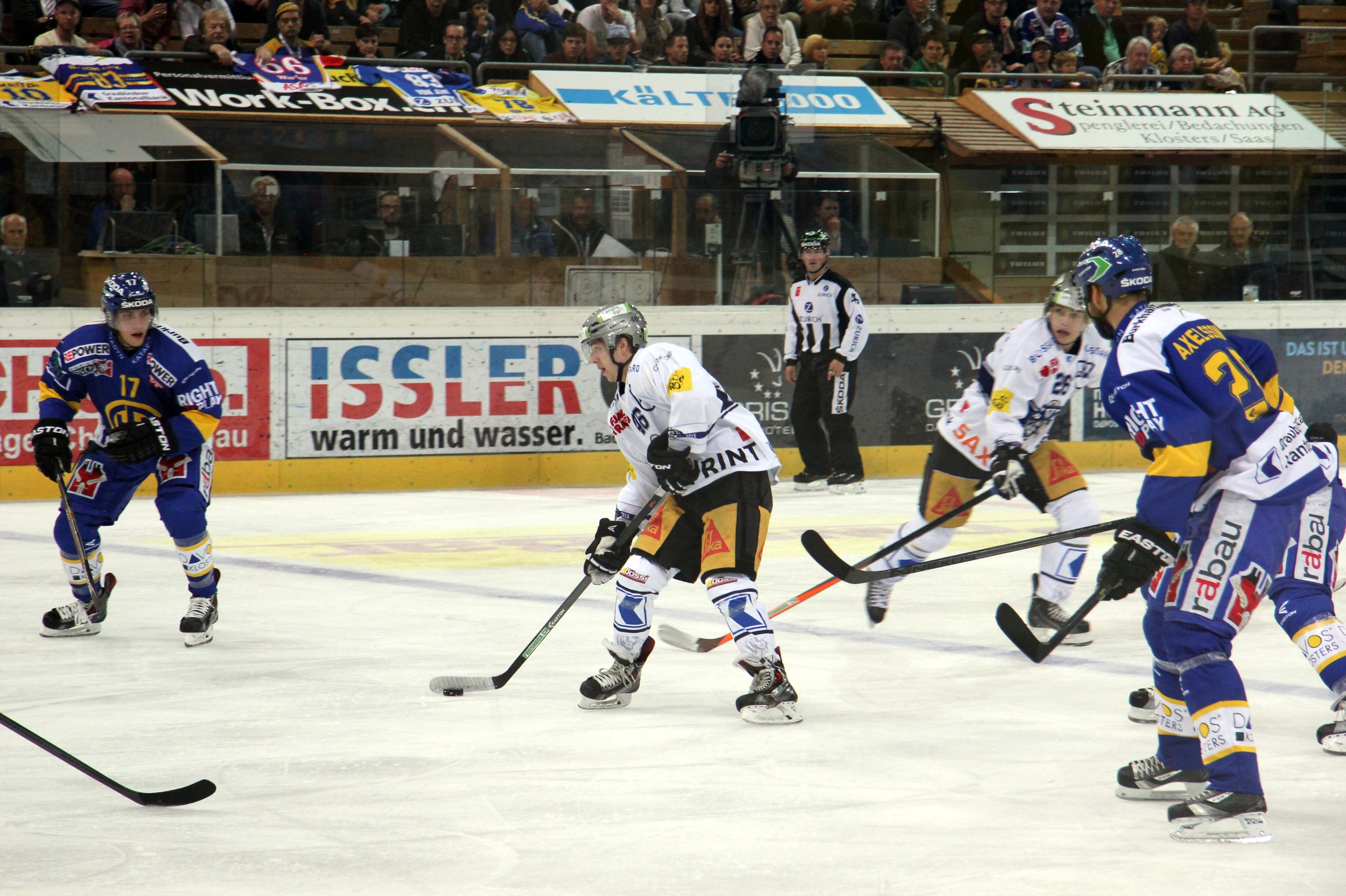
Lindgren (links) im Trikot des HC Davos (2014)

Im Sommer 2007 wurde Lindgren von den Dallas Stars nach Nordamerika beordert und lief in der Saison 2007/08 für deren Farmteam Iowa Stars in der American Hockey League (AHL) auf. Für das folgende Jahr wurde er an Rauman Lukko aus seiner finnischen Heimat in die SM-liiga verliehen, mit dem er erst in der Relegation den Klassenerhalt erreichte, ehe er zur Saison 2008/09 nach Nordamerika zurückkehrte. In dieser Spielzeit erzielte er für Dallas’ neuen AHL-Kooperationspartner Texas Stars in insgesamt 98 Spielen 64 Scorerpunkte, davon 21 Tore. Mit den Texas Stars erreichte er in den AHL-Playoffs die Finalserie um den Calder Cup, indem er mit seiner Mannschaft den Hershey Bears in der Best-of-Seven-Serie mit 2:4 Siegen unterlag. In derselben Spielzeit absolvierte er seinen einzigen Einsatz für die Dallas Stars in der NHL. Zur Saison 2010/11 unterschrieb er erneut einen Vertrag bei Rauman Lukko. In der Hauptrunde erzielte er für Lukko in 56 Spielen 23 Tore und 43 Vorlagen. Mit 66 Scorerpunkten war er Topscorer der gesamten SM-liiga, wofür er die Veli-Pekka-Ketola-Trophäe erhielt. Zudem war er damit bester Vorlagengeber der Liga und führte seine Mannschaft auf den vierten Platz nach der Hauptrunde. Im Oktober 2010 wurde er darüber hinaus zum SM-liiga-Spieler des Monats ernannt.
Ab Mai 2012 stand Lindgren bei Atlant Moskowskaja Oblast aus der Kontinentalen Hockey-Liga (KHL) unter Vertrag, wechselte aber im November desselben Jahres innerhalb der KHL zu Amur Chabarowsk. Nach nur einer Saison in der KHL wechselte Lindgren in die Schweizer National League A (NLA) zum HC Davos. Ein Jahr später trug er als Leistungsträger zum Gewinn des Schweizer Meistertitels bei. Auch in der Saison 2015/16 war der Finne einer der besten Spieler der gesamten Liga und wurde am Saisonende als wertvollster Spieler (MVP) ausgezeichnet. Aufgrund einer schweren Hüftverletzung musste Lindgren anschließend eineinhalb Spielzeiten aussetzen. Erst im September 2018 gab er sein Comeback beim HC Davos, gehörte in der Folge weiter zu den Leistungsträgern im Team und war in zwei Spielzeiten jeweils Topscorer des Clubs in der Qualifikation. Im Januar 2021 wurde Lindgren nach ungenügenden sportlichen Leistungen aus dem HCD-Kader gestrichen. Wenige Tage später kam es zu einem Spielertausch zwischen dem EHC Biel und dem HCD. Lindgren und Luca Hischier wechselten daraufhin zum EHC Biel, während Valentin Nussbaumer und David Ullström im Gegenzug zum HCD kamen. Bei seinem vierten Spiel für den EHC Biel erlitt er Ende Jahr 2021 eine schwere Gehirnerschütterung und musste die Saison abbrechen. Danach beendete der 34-Jährige seine aktive Karriere.

### International
Für Finnland nahm Lindgren im Juniorenbereich an der U18-Junioren-Weltmeisterschaft 2005 sowie den U20-Junioren-Weltmeisterschaften 2006 und 2007 teil. Im Seniorenbereich stand er in den Jahren 2011, 2012 und 2016 im Aufgebot seines Landes bei der Euro Hockey Tour.

## Erfolge und Auszeichnungen
| - 2005 Finnischer U20-Meister mit Tampereen Ilves - 2005 Topscorer der Nuorten SM-liiga-Playoffs - 2006 Jarmo Wasaman muistopalkinto - 2010 SM-liiga-Spieler des Monats Oktober - 2011 Veli-Pekka-Ketola-Trophäe | - 2011 Bester Vorlagengeber der SM-liiga-Hauptrunde - 2011 SM-liiga All-Star Team - 2015 Schweizer Meister mit dem HC Davos - 2016 Most Valuable Player der National League A - 2016 All-Star-Team der National League A |

### International
- 2006 Bronzemedaille bei der U20-Junioren-Weltmeisterschaft
- 2007 Bester Vorlagengeber der U20-Junioren-Weltmeisterschaft

## Karrierestatistik

### International
Vertrat Finnland bei:
- World U-17 Hockey Challenge 2004
- U18-Junioren-Weltmeisterschaft 2005
- U20-Junioren-Weltmeisterschaft 2006
- U20-Junioren-Weltmeisterschaft 2007